# Производительность самоходной машины
Производительность самоходной машины (иногда встречается определение выработка) — это показатель оценки эффективности машины. Различают несколько видов производительности. Параметры машины, обеспечивающие максимальную производительность. называются рациональными. Производительность является комплексным показателем и определяется несколькими свойствами (параметрами) машины.

## Виды производительности
Конструкторско-расчетная производительность — отражает максимально возможную выработку машины в час при условно принятых стабильности и непрерывности производственного процесса. Является идеальной производительностью для любой машины.
Техническая производительность — дополнительно учитывает условия работы машины и оператора.
Эксплуатационная производительность — учитывает влияние длительных перерывов в работе машины по организационным, технологическим и техническим причинам.

## Влияние особенностей машины на производительность
Условно все машины можно разделить на две группы: цикличного действия и непрерывного действия.
У машин цикличного действия взаимодействие рабочего оборудования с обрабатываемой средой происходит только на части цикла, а остальная часть затрачивается на транспортировку, разгрузку и холостой ход. Производительность таких машин в основном зависит от длительности цикла.
Машины непрерывного действия характеризуются тем, что рабочие операции осуществляются непрерывно в течение всего цикла и одновременно. Их производительность зависит только от параметров рабочих органов.